# Cosmosoma quinquepunctata
Cosmosoma quinquepunctata là một loài bướm đêm thuộc phân họ Arctiinae, họ Erebidae.